# Louise von Fersen (1816–1879)
Hedvig Wilhelmina Augusta Sofia Maria Teresia Lovisa von Fersen, född 18 mars 1816 i Stockholm, död 29 december 1879 i Stockholm, var en svensk grevinna och arvtagare. Hon var den sista medlemmen av familjen von Fersen och en av de största arvtagarna i det dåtida Sverige, och uppmärksammades för sitt och makens slöseri och därpå följande gigantiska konkurs.

## Biografi
Louise von Fersen var dotter till greve Fabian Reinhold von Fersen och Louise von Fersen och syster till Axel (1798–1838), Fabian (1800–1800) och Gustaf Hans von Fersen (1802–1839).
Louise gifte sig 25 oktober 1835 på Ljungs slott med kungens adjutant, hovfunktionären greve Carl August Gyldenstolpe (1800–1872), son till Nils Gyldenstolpe (1768–1844) och Charlotta Aurora De Geer och bror till Jacquette Löwenhielm. Hon blev mor till sex barn, däribland utrikesministern August Louis Fersen Gyldenstolpe, och Ida Gyldenstolpe, gift med Audley Charles Gosling.
Louise hade tre äldre bröder, men samtliga avled officiellt sett barnlösa. När hennes yngste bror Hans Gustaf von Fersen avled "totalt décrépit" år 1839 hade han två döttrar med Carolina Brunström, men inga levande barn i det treåriga äktenskapet med Sofie Bonde.  Som den enda kvarvarande medlemmen av familjen von Fersen ärvde därmed Louise von Fersen hela hans förmögenhet, som vid den tiden var en av de största i Sverige. Arvet inbegrep flera egendomar, däribland Mälsåker, Ljungs slott och Steninge slott. I egenskap av gift kvinna var hon enligt den tidens lag omyndig och kontrollen över hennes förmögenhet tillföll därför hennes make. Även maken var förmögen.
Louise von Fersen och hennes make beskrivs som hängivna spelare. De var kända för sin påkostade levnadsstil och tillbringade mycket tid på resor till spelbankerna i Bad Homburg, Wiesbaden och Baden-Baden. Deras livsstil ledde till en på den tiden uppmärksammad konkurs. Under en spelkväll med president Fredrik Åkerman på ångfartyget ”Gauthiod” mellan Stockholm och Lübeck 1853 spelade paret bort godset Mälsåker. 1855 tvingades de sälja Finnåker till Gammelbo bruksägare, och 1865 såldes även Fersenska palatset. År 1867 var paret slutligen totalt ruinerat och tvingades avstå all egendom till sina borgenärer, och Steninge och Ljung såldes på exekutiv auktion. Louise von Fersen ska ha protesterat mot försäljningen av lösegendomen och själv slagit sönder en servis av Sèvresporslin som Axel von Fersen fått i gåva av Ludvig XVI av Frankrike för att förhindra dess försäljning, vilket ledde till att hon hotades med fängelse. Paret beräknas ha slösat bort en förmögenhet på åtta miljoner kronor.
Sina sista år torde Louise von Fersen ha bott hos sina barn och släktingar. Hon blev änka 1872. Hon avled av brännskador sedan ett ljus hon höll i handen fått gardinerna att fatta eld, vilket spred sig till hennes kläder.